# Type 75 130 mm Multiple Rocket Launcher
Il lanciarazzi semovente Type 75 (75式130mm自走多連装ロケット弾発射機, Nanago shiki hyakusanjū miri jisō tarensō  rokettodan hasshaki) era un sistema d'arma realizzato per trasportare i razzi da 130 mm sviluppati dalla Aerospace Division della Nissan Motor Company giapponese. Utilizzava le sospensioni, i cingoli e il motore diesel del Type 73 Armored Personnel Carrier. La Komatsu era responsabile della struttura del veicolo, mentre la divisione aerospazione della Nissan progettò il lanciatore e i suoi razzi. Vennero costruiti anche 15 veicoli per la misurazione del vento Type 75, basati sullo stesso scafo e da impiegare per fornire informazioni di tiro ai lanciarazzi.
Il lanciarazzi multiplo Type 75 era anche noto con la sigla 75MSSR (abbreviazione di Type 75 Multiple Surface to Surface Rocket).

## Sviluppo
Il lanciarazzi multiplo semovente Type 75 è stato realizzato sulla base del veicolo da trasporto Type 73 prodotto da Mitsubishi, del quale ha utilizzato molte componenti come le sospensioni, i cingoli e il motore, ma il resto del progetto riprende soprattutto e in gran parte il disegno del prototipo della Komatsu chiamato SUB II, che era stato presentato come alternativa al Type 73. Le ricerche e gli studi incominciarono già nel 1965, mentre i test pratici sui prototipi furono condotti nel 1973, e il veicolo venne infine adottato ufficialmente dalla JGSDF nel 1975. La produzione sarebbe durata dal 1975 al 1985, con la costruzione di 66 esemplari del modello lanciarazzi. Inoltre vennero fabbricati anche 15 esemplari della versione per la misurazione del vento che doveva fornire informazioni agli altri mezzi per prendere la mira correttamente.

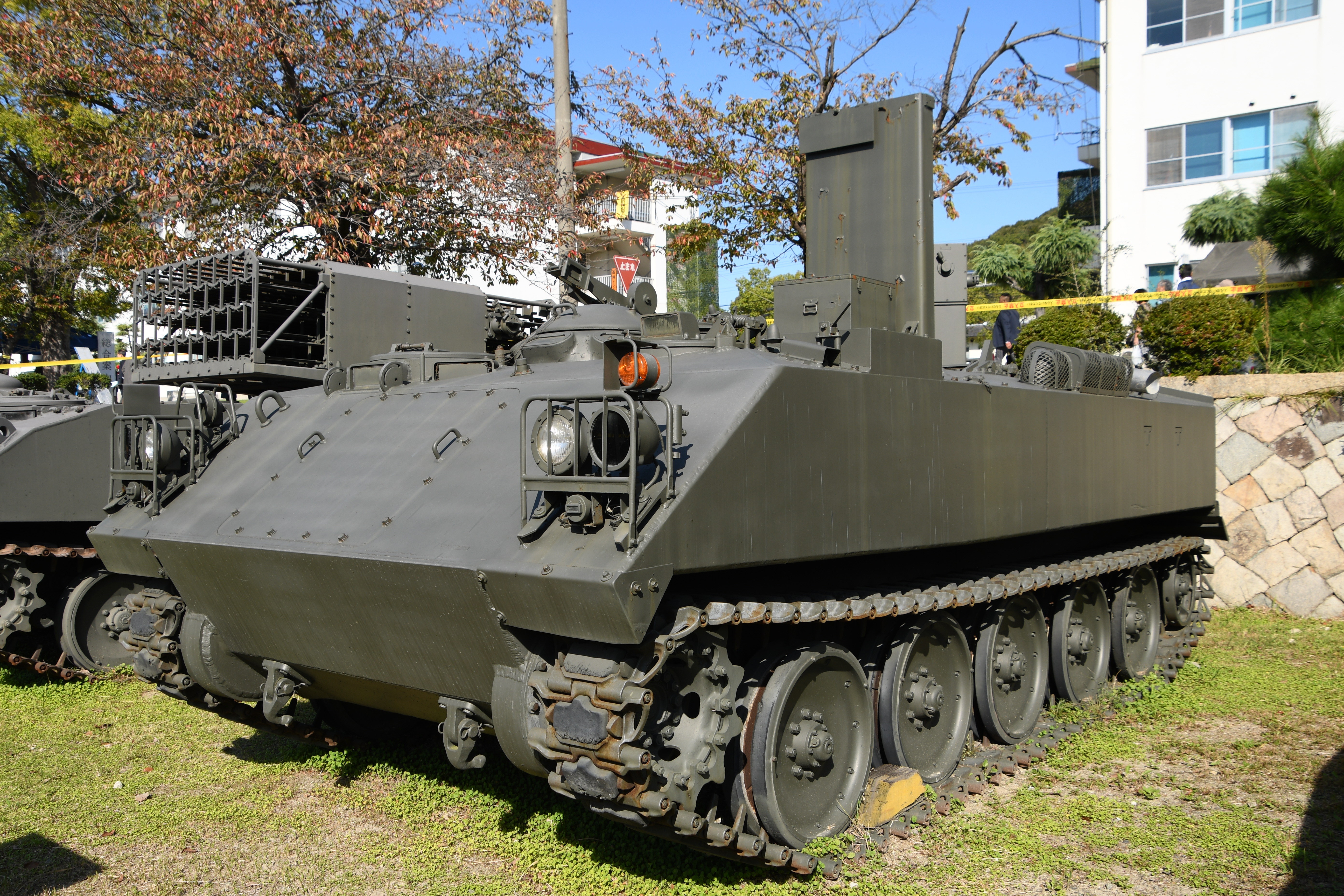
L'originale versione del Type 75 per la misurazione del vento.

Questo modello era dotato di un dispositivo telescopico per la misurazione della velocità e direzione del vento, e per registrare la temperatura e l'umidità, inoltre era fornito di apparecchiature per il calcolo e la visualizzazione dei dati.

## Caratteristiche
Il veicolo riprendeva in gran parte le caratteristiche dei precedenti prototipi SUB II della Komatsu, insieme ad alcune componenti del Type 73  Armored Personnel Carrier, e l'aggiunta di qualche modifica. Il cambiamento più rilevante era l'eliminazione del vano per il trasporto dei soldati, e la trasformazione di questa sezione per accogliere il sistema di lancio dei razzi. L'equipaggio era formato da 3 persone: il comandante, l'addetto al lancio dei razzi e il pilota. Il posto del comandante era sul lato destro della parte anteriore del veicolo, mentre a sinistra era posto il conducente. Inoltre c'era un supporto per una mitragliatrice Browning M2 da 12,7 mm che poteva essere impiegata dal comandante. 

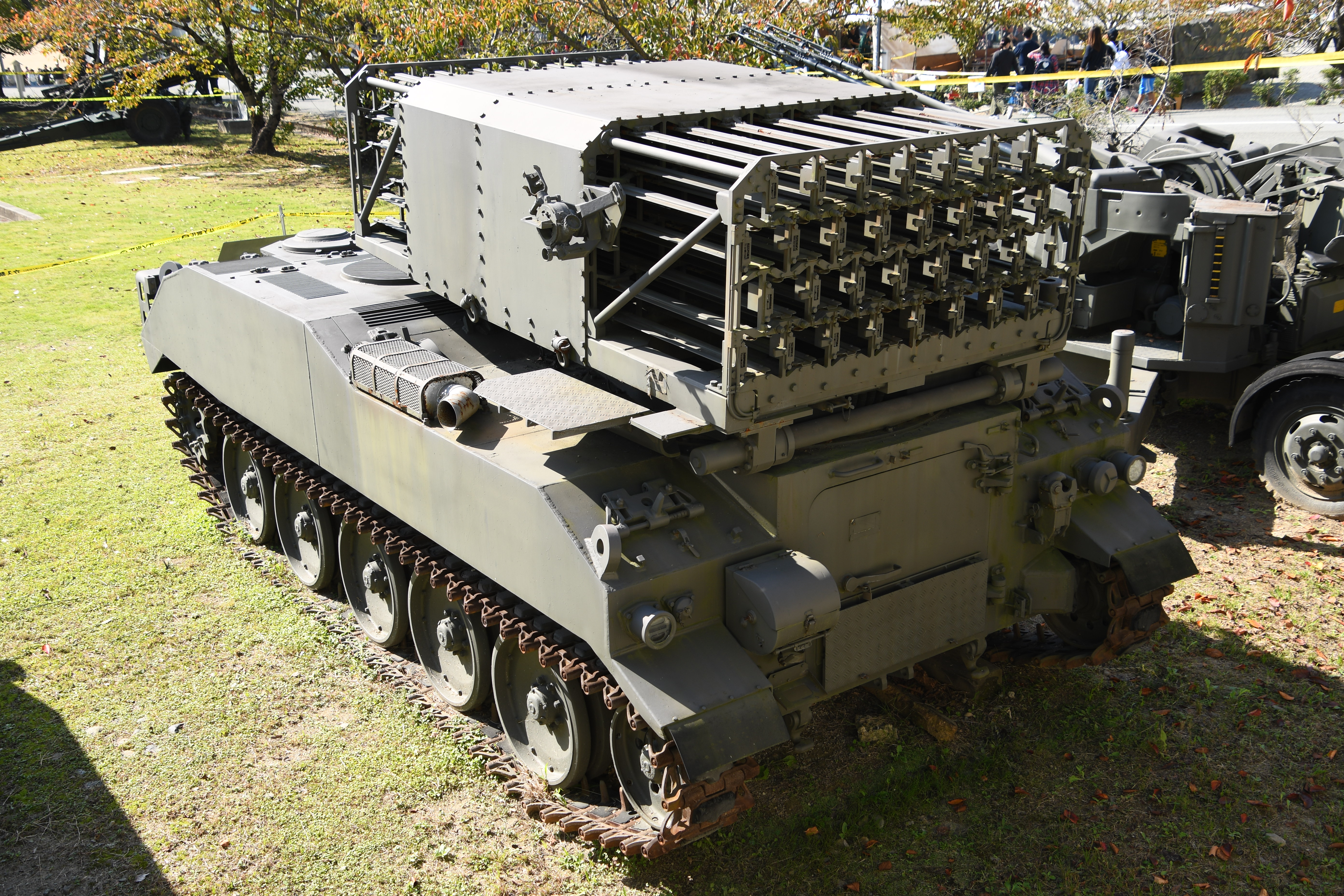
Vista posteriore del Type 75.

Il lanciarazzi era formato da 30 razzi allineati in 4 file sovrapposte che si alternavano  con 7/8 elementi. Il lanciarazzi poteva essere inclinato e raggiungere un'elevazione massima di 50 gradi, e poteva anche girare a destra e sinistra. I razzi impiegavano combustibile solido, avevano un peso di 43 kg, ed erano dotati di alette fisse. La gittata era di 15 km. Potevano essere sparati in rapida successione l'uno dall'altro con un intervallo di circa mezzo secondo, e ciò comportava che l'intera salva potesse essere  lanciata in 12 secondi. Era anche possibile lanciare ogni razzo singolarmente.

## Impiego operativo
Nel 2001 il Giappone indicò alla United Nations Office for Disarmament Affairs che 61 lanciarazzi Type 75 erano ancora in servizio insieme a 13 veicoli per la misurazione del vento. Il sistema d'arma venne rimpiazzato dallo statunitense M270 MLRS, costruito su licenza in Giappone, con l'entrata in servizio iniziata nel 1992, e completata soltanto nel 2004. Ufficialmente il ritiro doveva quindi avvenire nel 2003, tuttavia secondo l'editore Jane's nel 2008 erano rimasti in servizio ancora 20 lanciarazzi Type 75.

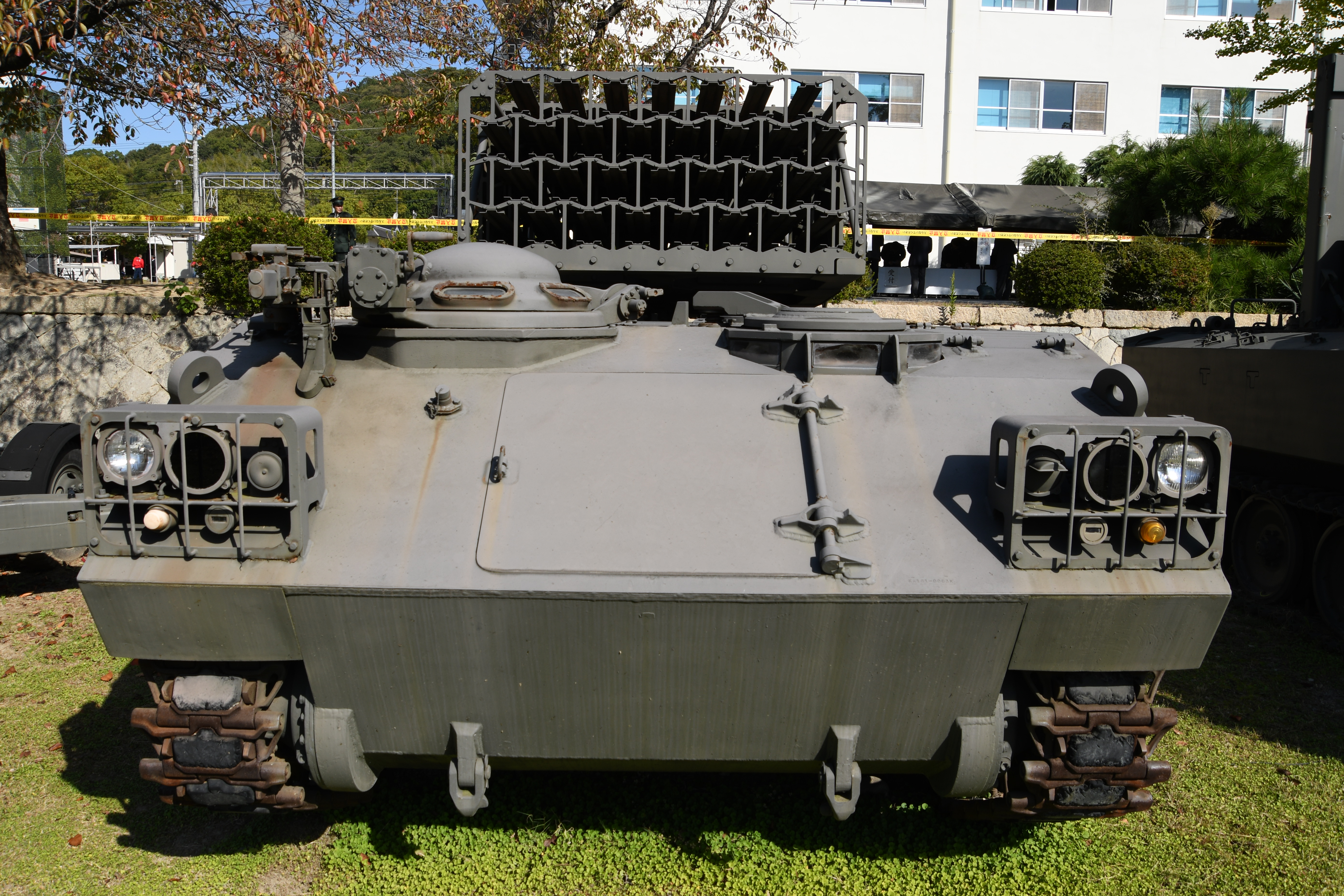
Vista frontale del Type 75.

Ciò si spiega semplicemente con il fatto che dopo essere stati sostituiti nei reparti nel 2003, sono rimasti comunque in attività per altre funzioni, e utilizzati per scopi di addestramento, per le esibizioni dei veicoli, e altri compiti secondari.